# Manuel de Mercado Aldrete
Manuel de Mercado Aldrete, OSH (falecido a 4 de abril de 1580) foi um prelado católico romano que serviu como Bispo do Panamá (1576–1580) e Bispo de Porto Rico (1570–1576).
Mercado Aldrete nasceu na Espanha e foi membro da Ordem de São Jerônimo. Em 4 de fevereiro de 1570, o Papa Pio V o nomeou Bispo de Porto Rico. Recebeu a ordenação episcopal em 1571, em Sevilha, através de Cristóbal Rojas Sandoval, Arcebispo de Sevilha. Em 28 de março de 1576, o Papa Gregório XIII o nomeou Bispo de Porto Rico, onde serviu até sua morte.